# Air Creebec

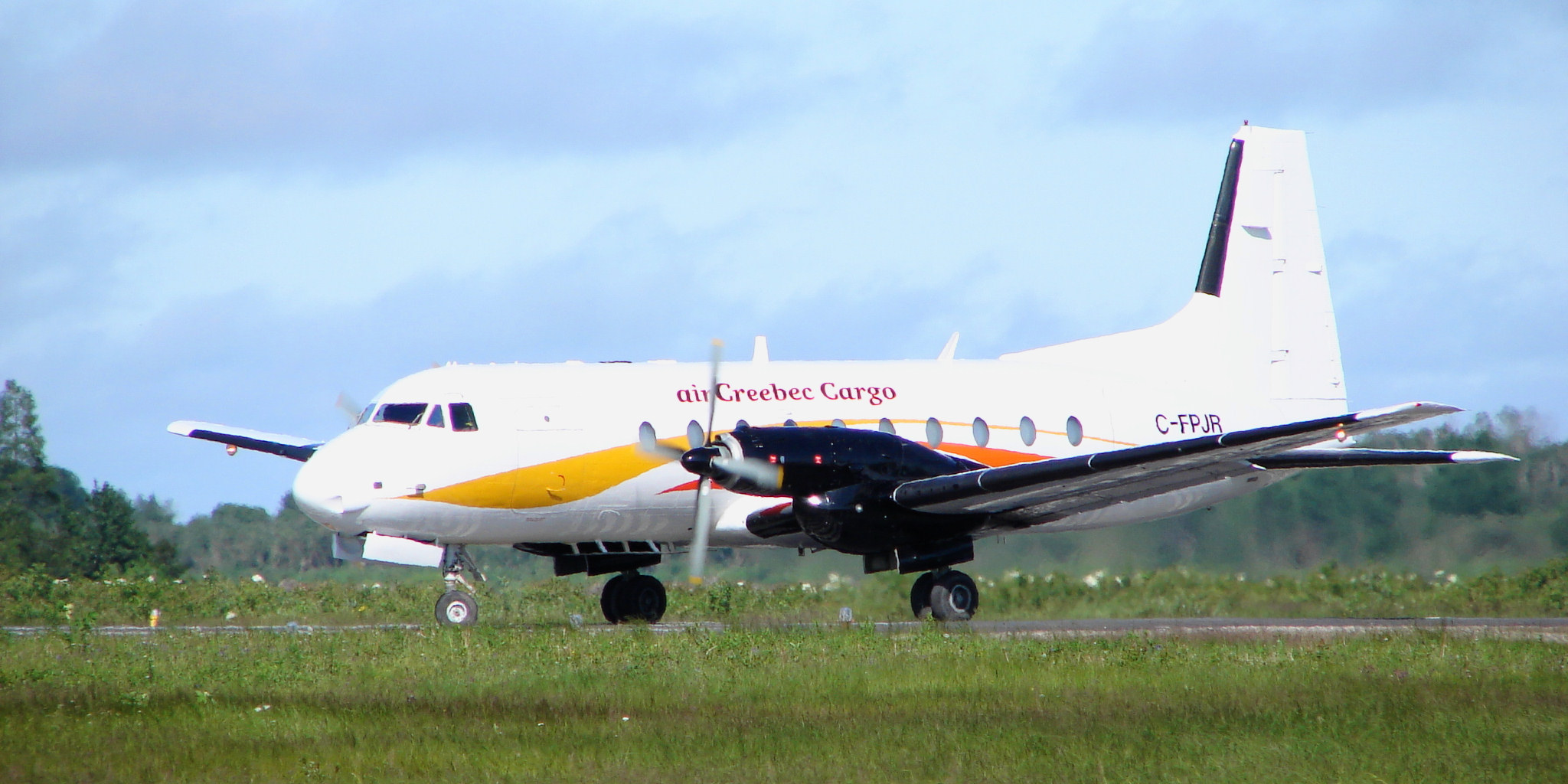
Грузовой Hawker Siddeley HS 748 (C-FPJR) авиакомпании Air Creebec в аэропорту Музони

Air Creebec Inc. (действующая, как Air Creebec) — региональная авиакомпания Канады со штаб-квартирой в городе Валь-д'Ор, провинция Квебек. Компания выполняет регулярные рейсы по населённым пунктам провинций Квебек и Онтарио, в качестве узловых аэропортов использует Аэропорт Валь-д'Ор, Международный аэропорт имени Пьера Эллиота Трюдо и Аэропорт Васкаганиш.

## История
Air Creebec была образована в июне 1982 года и начала выполнение коммерческих рейсов 1 июня того же года. На момент создания 51 % собственности перевозчика находилось у ассоциации индейского племени кри, 49 % — у другой канадской авиакомпании Austin Airways. В 1988 году ассоциация Кри выкупила оставшиеся 49 % акций перевозчика и с момента совершения этой, крупнейшей в истории канадских индейцев, коммерческой сделки авиакомпания Air Creebec полностью находится в собственности племени Кри.

## Маршрутная сеть
По состоянию на апрель 2007 года авиакомпания Air Creebec работала на следующих направлениях:
 Онтарио
- Аттавапискат — Аэропорт Аттавапискат
- Форт-Олбани — Аэропорт Форт-Олбани
- Кашечеван — Аэропорт Кашечеван
- Музони — Аэропорт Музони
- Пиванук — Аэропорт Пиванук
- Тимминс — Аэропорт Тимминс

 Квебек
- Уапмагустуи — Аэропорт Уапмагустуи
- Рэдиссон — Аэропорт Ла-Гранд-Ривьера
- Чизазиби — Аэропорт Чизазиби
- Веминджи — Аэропорт Веминджи
- Истмайн — Аэропорт Истмайн-Ривер
- Немаска — Аэропорт Немаска
- Васкаганиш — Аэропорт Васкаганиш
- Чибугамау — Аэропорт Чибугамау
- Роберваль — Аэропорт Роберваль
- Вал-Дьор — Аэропорт Вал-Дьор
- Монреаль — Международный аэропорт имени Пьера Эллиота Трюдо
- Квебек — Международный аэропорт Квебек-сити имени Жана Лесажа
- Ла-Бэ -Аэропорт Ла-Бэ

## Флот
По данным Министерства транспорта Канады воздушный флот авиакомпании Air Creebec в апреле 2008 года составляли следующие самолёты::

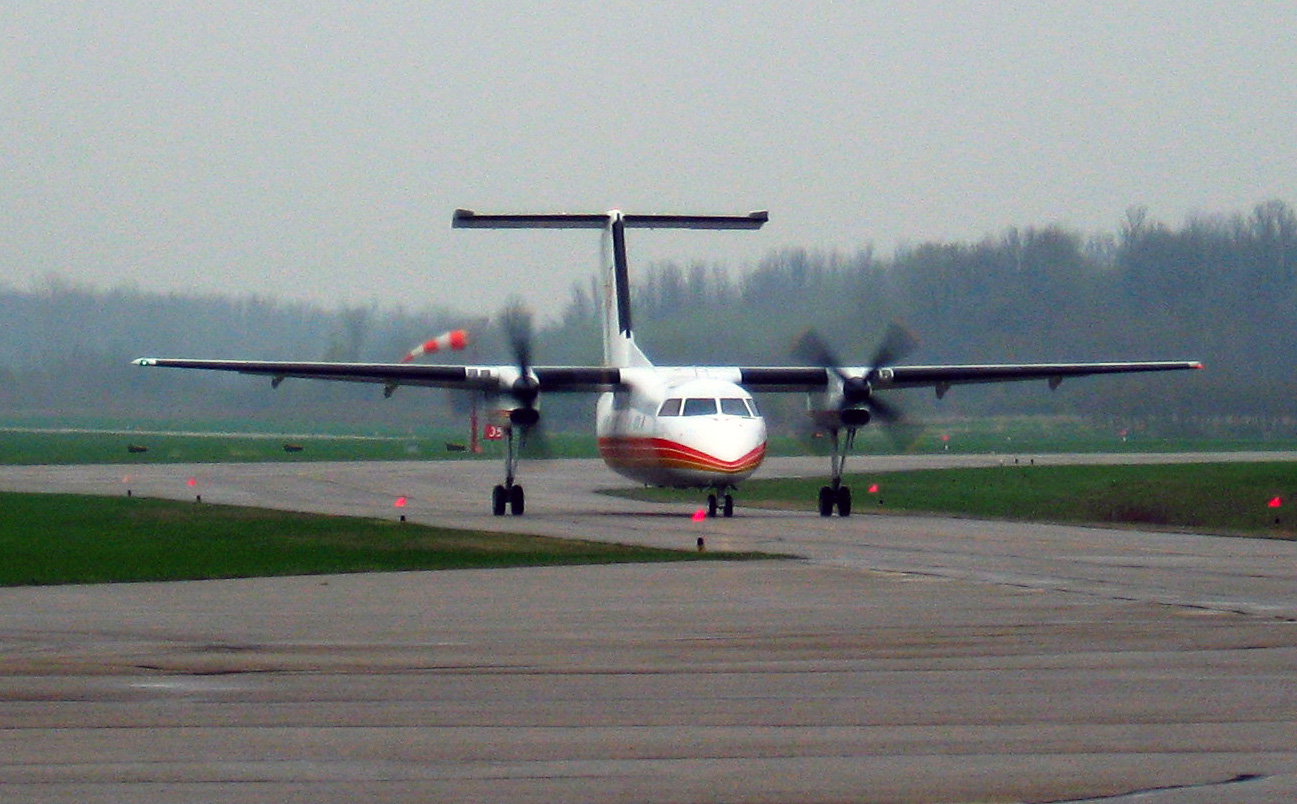
Dash-8-102 (C-FCSK) авиакомпании Air Creebec